# Зоря (Кемеровський округ)
Зоря́ (рос. Заря) — присілок у складі Кемеровського округу Кемеровської області, Росія.

## Населення
Населення — 89 осіб (2010; 73 у 2002).
Національний склад (станом на 2002 рік):
- росіяни — 93 %